# Richard Reynolds (calciatore)
Richard John Reynolds (Looe, 15 febbraio 1948) è un ex calciatore inglese, di ruolo attaccante.

## Carriera
Si forma nel Plymouth, esordendo in prima squadra il 9 gennaio 1965 nella partita di FA Cup 1964-1965 contro il Derby County, vinta per 4-2.
Gioca nella prima squadra dei Pilgrims sino al 1971, retrocedendo in terza serie al termine della Second Division 1967-1968. Dopo essere stato nelle prime stagioni elemento importante della rosa, finì ai margini della squadra tanto da essere prestato nel marzo 1970 al Yeovil Town.
Nella stagione 1971-1972 torna a giocare nella serie cadetta inglese ingaggiato dal Portsmouth, ove tornò a giocare ad alti livelli. Restò con i Pompey sino alla retrocessione avvenuta nella Second Division 1975-1976, ottenendo lo svincolo dal suo club a causa dei mancati pagamenti, avvenuti per la crisi finanziaria in cui era incappato il club di Portsmouth.
Durante la sua militanza con i Pompey nei periodi estivi del 1973 e 1975 si spostò negli Stati Uniti d'America per giocare nella NASL, ingaggiato dal Dallas Tornado. Con i Tornado raggiunge la finale del torneo 1973, nel quale però non venne impiegato, persa contro i Philadelphia Atoms.
Nella seconda esperienza con i Tornado, nella North American Soccer League 1975, non supera la fase a gironi del torneo.
Nel 1976 si trasferisce nei Paesi Bassi per giocare nell'Haarlem. L'Eredivisie 1976-1977 è chiusa al dodicesimo posto ma, Reynolds incappa in un brutto infortunio al ginocchio in un incontro contro l'Ajax, evento che lo costringerà a lasciare il calcio ad alti livelli.
Dopo aver giocato ancora nel Carshalton Athletic diviene allenatore, guidando alcune squadre dell'Hampshire come il Chichester, Petersfield e Fareham. Ha chiuso la carriera di allenatore nel 2002 quando venne sollevato dalla guida del Newport.